# Reingers
Reingers è un comune austriaco di 661 abitanti nel distretto di Gmünd, in Bassa Austria.